# Педашка Перша
Педа́шка Пе́рша — колишнє село в Україні, у Берестинському районі Харківської області. Населення становить 
0 осіб. До 2020 орган місцевого самоврядування — Рунівщинська сільська рада.
Після ліквідації Зачепилівського району 19 липня 2020 року село увійшло до Красноградського (Берестинського) району.

## Географія
Селом тече Балка Безіменна, яка через 7 км впадає в річку Орчик, на відстані 2 км розташоване село Устимівка.

## Історія
- 1799 — дата заснування.

## Населення
Згідно з переписом УРСР 1989 року чисельність наявного населення села становила 13 осіб, з яких 9 чоловіків та 4 жінки.
За переписом населення України 2001 року в селі мешкали 4 особи.
Станом на 2021 рік, у селі ніхто не мешкав 

### Мова
Розподіл населення за рідною мовою за даними перепису 2001 року:
| Мова       | Відсоток |
| ---------- | -------- |
| українська | 75,00 %  |
| російська  | 25,00 %  |

## Економіка
- Молочно-товарна ферма.

## Відомі люди
В селі народилися:
- Бракер Борис Олександрович (1872—1926) — полковник Армії УНР.
- Коваленко Петро Данилович — Герой Радянського Союзу
- Сулима Іван Панасович — герой соціалістичної праці